# Петровське (Калінінградська область)
Петровське (рос. Петровское) — селище Нестеровського району, Калінінградської області Росії. Входить до складу Пригороднього сільського поселення.
Населення —  82 особи (2015 рік). 

## Населення
| 2002 | 2010 |
| ---- | ---- |
| 103  | ↘82  |